# Saif (Säbel)
Ein Arabischer Saif ist ein Säbel aus Arabien.
Im Arabisch, Persisch und Türkisch sprechenden Bereich werden Blankwaffen bis heute systematisch anders als in Europa üblich geordnet; es fehlt insbesondere die begriffliche Unterscheidung zwischen Säbel und Schwert (das arabische Wort saif, das persische Wort shamshir und das türkische Wort kılıç bedeuten übersetzt einfachhin Schwert, wiewohl die entsprechenden Waffen in der Regel über gekrümmte und häufig nur einschneidige Klingen verfügen). Säbel mit sehr stark gebogener Klinge nennt man Kilidsch, Säbel mit schwächer gebogener Klinge Saif.

## Beschreibung
Ein Arabischer Saif hat eine gebogene, ein- oder zweischneidige Klinge. Die Klinge ist je nach Version mit einem oder mehreren, verschieden starken Hohlschliffen ausgestattet. Die Klinge ist vom Heft zum Ort entweder gleich breit, oder wird zum Ort hin  breiter. Der Ort ist leicht abgerundet. Ist eine Rückenschneide vorhanden, läuft diese vom Ort zum Heft und ist etwa 20 cm lang. Es gibt verschiedene Versionen der Heftform. Es gibt Versionen (siehe Weblinks) mit und ohne Handschutzbügel, sowie mit kreuz- oder ringförmigem Parier. Die Klingen sind häufig aus Damaszener Stahl hergestellt. Der Arabische Saif wird von Ethnien in Arabien benutzt.